# Josef Wagner (Orgelbauer)
Josef Wagner (* 1796 in Salzburg; † 6. Februar 1854 in Glonn)  war ein deutscher Orgelbauer.

## Leben
Josef Wagner erlernte das Orgelbauerhandwerk bei Frosch in München. Er heiratete 1822 in das Mesneranwesen von Glonn ein. Bis zu seinem Lebensende fertigte er etwa 30 Orgeln, von denen viele nicht mehr erhalten sind.

## Werke (Auswahl)
| Jahr | Ort                  | Kirche                    | Bild | Manuale | Register | Bemerkungen                                                       |
| ---- | -------------------- | ------------------------- | ---- | ------- | -------- | ----------------------------------------------------------------- |
| 1829 | Lauterbach           | St. Johannes Baptist      |      | I/P     | 8        | verändert erhalten → Orgel                                        |
| 1837 | Tuntenhausen-Schönau | Mariä Himmelfahrt         |      | I/P     | 10       | erhalten                                                          |
| 1839 | Salmdorf             | Mariä Himmelfahrt         |      | I/P     | 6        | verändert erhalten; Umbau 1916 durch Behler & Waldenmaier → Orgel |
| 1840 | Gronsdorf            | Heilig Kreuz              |      | I/P     | 8        | erhalten → Orgel                                                  |
| 1840 | Zorneding            | St. Martin                |      | I/P     | 12       | Gehäuse erhalten; Neubau 1923 Willibald Siemann                   |
| 1844 | Bad Aibling          | St. Sebastian             |      | I/P     | 9        | erhalten                                                          |
| 1844 | Wiechs               | St. Laurentius und Sixtus |      | I/P     | 6        | erhalten                                                          |
| 1846 | Rosenheim            | St. Joseph                |      | I/P     | 6        | erhalten; 1990 restauriert von Sandtner → Orgel                   |
| 1848 | Möschenfeld          | St. Ottilie               |      | I/P     | 10       | erhalten                                                          |
| 1850 | Ottendichl           | St. Martin                |      |         |          | nicht erhalten; Neubau Anton Staller                              |